# Лю Гуйчжэнь
Лю Гуйчжэнь (劉貴珍) (1 сентября 1920 — 27 декабря 1983) — китайский врач, один из сторонников и популяризаторов древнекитайских методов лечения с помощью физической и дыхательной гимнастики. Директор санатория в городе Бэйдайхэ (Китай), автор нескольких книг, познакомивших мир с китайскими традиционными гимнастиками тайцзицзюань и дао инь.
В возрасте 27 лет, в 1948 году он работал в освобождённом районе южной части провинции Хэбэй. Страдая несколькими хроническими заболеваниями был признан коллегами неизлечимым с точки зрения классической медицины. У него диагностировали в тяжелой форме язву желудка, неврастению и туберкулез. От слабости он не мог даже ходить. В течение долгого времени многие врачи китайской и европейской медицины оказывали ему помощь, но надежды на выздоровление не было.
Лю вернулся к себе домой в уезд Бэйсянь провинции Хэбэй, где по совету народного целителя Лю Чжучжоу стал лечиться методами китайской гимнастики.
Метод лечения состоял в исполнении двигательных, дыхательных упражнений и диеты. Через 100 дней, были диагностированы заметные улучшения и признаки излечения от язвы желудка и туберкулеза. После этого он вернулся к своей регулярной работе врача. В результате медицинским начальство Китайской Народной Республики он был послан к Лю Чжучжоу для изучения его метода лечения. После освоения метода лечения, он получив поддержку со стороны Народной власти, в частности со стороны Председателя КНР — Лю Шаоци отправился в южную часть провинции Хэбэй для практики.
В 1949 году Лю Гуйчжэнь ввел в обиход термин «цигун» для обозначения практик укрепляющих здоровье и продлевающих жизнь.
В результате клинических испытаний этот метод лечения гимнастикой и дыхания был признан эффективным при лечении язвы, диспепсии, неактивного легочного туберкулеза, гипертонии, общей слабости и некоторых других хронических заболеваний. [Журнал «Китай» за сентябрь 1956 г.]
С 1954 по 1956 годы Лю Гуйчжэнь принял участие в строительстве и организации санаториев в городе Таньшань и в Бэйдайхэ, где стали применять распространяемый им метод лечения.
В период с 1953 по 1964 год им было написано несколько медицинских статей и книг посвященных китайским оздоровительным гимнастикам. Книга, ставшая классической «Практическая цигун-терапия», была переведена на 14 языков. С тех пор название «цигун-терапия» стало широко применяться для обозначения всех видов искусств, связанных с «ци» или энергией.
Во время Культурной революции был репрессирован и находился в заключении, в период с 1964 по 1980 год не имел возможности заниматься официальной медицинской деятельностью. После 1980 года был амнистирован. В настоящее время его дочь Лю Яфэй является директором санатория и госпиталя в Бэйдайхэ.